# Douglas Y1B-7
Il Douglas Y1B-7 era un bombardiere bimotore e monoplano, realizzato dall'azienda statunitense Douglas all'inizio degli anni trenta. Fu il primo monoplano statunitense a vedersi assegnata la designazione di bombardiere.

## Storia del progetto
Sul finire degli anni venti, lo sviluppo dell'industria aeronautica portò alla realizzazione dei primi velivoli caratterizzati dalla cellula monoplana, dall'ala a sbalzo e dal carrello d'atterraggio retrattile. Spinta dalle realizzazioni della concorrenza, rappresentata in particolare dal Fokker Y1O-27, la Douglas decise di realizzare un velivolo che incorporasse (almeno in parte) queste caratteristiche per proporlo al Dipartimento della Guerra nel ruolo di ricognitore veloce a grande autonomia.
Nel marzo del 1930 la Douglas vide premiato il proprio sforzo con l'assegnazione di un ordine per due esemplari; nelle previsioni iniziali i due velivoli dovevano differire solo nell'apparato propulsivo: infatti mentre il primo (designato XO-35) doveva essere mosso da due Curtis V-1570 dotati di riduttore sul mozzo dell'elica, nel secondo esemplare (designato XO-36) era previsto che il motore fosse collegato all'elica in presa diretta.
Nella realtà dei fatti, tuttavia, il secondo esemplare venne modificato mediante l'installazione di una rastrelliera portabombe sul ventre della fusoliera e venne realizzato per l'impiego come bombardiere, assumendo la designazione di XB-7.
Il primo prototipo ad essere completato fu quello in versione da ricognizione/osservazione, che venne portato in volo per la prima volta nel corso della primavera del 1931.
L'anno successivo vennero ordinati cinque esemplari della versione da ricognizione e sette di quella da bombardamento. Caratteristica particolare per questi velivoli fu l'inconsueta designazione: il sistema all'epoca vigente prevedeva di anteporre il codice Y1 alla designazione (rispettivamente O-35 e B-7) in quanto si trattava di acquisti effettuati con fondi di bilancio di dotazione speciale. Pertanto la designazione ufficiale, all'atto dell'entrata in servizio dei velivoli, fu rispettivamente Y1O-35 e Y1B-7. Il citato sistema rimase in vigore tra il 1931 ed il 1936, dopo di che ai due modelli vennero assegnate definitivamente le sigle in base al rispettivo ruolo operativo (come detto, O-35 e B-7).

## Tecnica

### Struttura
Il Douglas Y1B-7/Y1O-35 era un monoplano ad ala alta, con profilo a gabbiano; le ali erano collegate alle gondole dei motori e, da qui, alla fusoliera da una serie di montanti. I piani di coda erano controventati mediante montanti (nei prototipi la controventatura era costituita da cavi metallici). La fusoliera era di sezione rettangolare.
Il carrello era di tipo triciclo posteriore con gli elementi principali che si ritraevano parzialmente nella parte posteriore delle gondole motore, lasciando all'esterno una piccola porzione delle ruote.

### Motore
L'apparato propulsivo era costituito da due motori 12 cilindri a V raffreddati a liquido Curtiss V-1570 Conqueror, che sviluppavano ciascuno la potenza di 675 hp. Come già detto, i motori installati sulla versione da ricognizione erano dotati di riduttore sul mozzo dell'elica.

### Armamento
L'armamento difensivo era costituito da due mitragliatrici calibro 0.30 in (7,62 mm): una disposta all'estremità di prua ed una nel tronco centrale della fusoliera. Le armi erano azionate ciascuna da un membro dell'equipaggio alloggiato in postazione scoperta.
La versione da bombardamento poteva trasportare, agganciate ad una rastrelliera disposta sul ventre della fusoliera, bombe per un peso complessivo massimo di 1 200 lb (pari a 544 kg).

## Impiego operativo
I pochi esemplari realizzati vennero assegnati ai rispettivi reparti operativi (in particolare gli esemplari da bombardamento furono schierati presso la base di March Field, in California).
Nel corso del 1934 gli esemplari ancora in servizio (il prototipo XO-35, tutti i cinque Y1O-35 e sei Y1B-7) vennero impiegati nel servizio postale di emergenza svolto dall'U.S. Army in tutto il territorio nazionale. Impiegati nei collegamenti tra il Wyoming e la costa occidentale, i velivoli furono sottoposti a disagiate condizioni di servizio facendo registrare, in quattro mesi di tempo, almeno quattro incidenti. Al termine di questo servizio i velivoli superstiti vennero adibiti a compiti secondari; l'ultimo esemplare ad essere radiato, nel febbraio del 1939, fu un O-35.

## Versioni

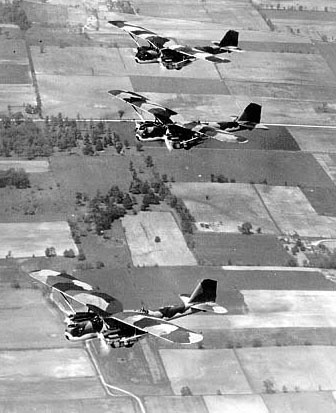
Tre Y1B-7 in formazione, 1933.

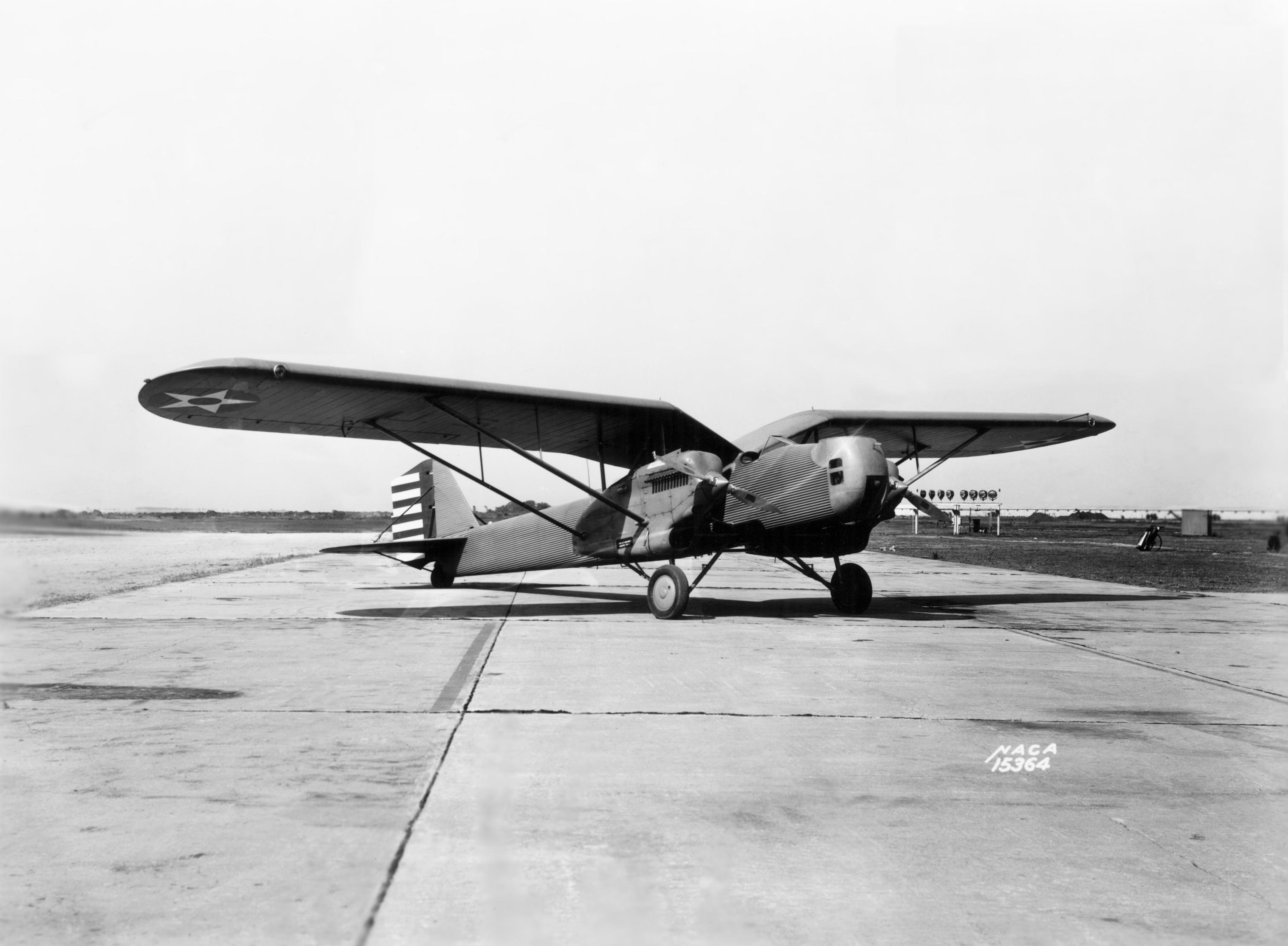
Un Y1B-7 dell'U.S. Army Air Corps alla base aerea di Langley, Virginia, nel 1938.

- XO-35: prototipo di velivolo monoplano dotato di motori Curtiss V-1570; destinato al ruolo di osservatore.
  - Y1O-35: cinque esemplari di serie; modificati nel rivestimento e nella controventatura dei piani orizzontali costituita da montanti anziché da cavi. In un secondo tempo la denominazione venne mutata in O-35.
- XB-7: prototipo inizialmente denominato XO-36. Nelle intenzioni avrebbe dovuto essere una variante dell'O-35 equipaggiata con motori dotati di presa diretta sul mozzo dell'elica in luogo del riduttore presente sul modello precedente. Il velivolo venne dotato anche di rastrelliera portabombe sotto la fusoliera e costituì il prototipo per una versione da bombardamento leggero.
  - Y1B-7: sette esemplari di serie della versione da bombardamento. In un secondo tempo la denominazione venne mutata in B-7.

I dati relativi alle versioni sono tratti da "Enciclopedia l'Aviazione".

## Utilizzatori
Stati Uniti
- United States Army Air Corps